# بويتوميلو مافوكو
بويتوميلو مافوكو (بالإنجليزية: Boitumelo Mafoko)‏ (مواليد 11 فبراير 1982 في بتسوانا) لاعب كرة قدم بتسواني دولي يجيد اللعب في خط الوسط . يلعب لصالح نادي سانتوس الجنوب الأفريقي منذ 2009 .

## روابط خارجية
- بويتوميلو مافوكو على موقع قاعدة بيانات كرة القدم.إي يو (الإنجليزية)
- بويتوميلو مافوكو على موقع ناشيونال فوتبول تيمز (الإنجليزية)
- بويتوميلو مافوكو على موقع كووورة